# 克勞狄斯王
克劳狄斯王（英語：King Claudius），是英国剧作家威廉·莎士比亚的戏剧《哈姆雷特》中的反派角色。他是前任国王的弟弟，乔特鲁德的第二任丈夫，也是哈姆雷特王子的叔叔和继父。他用毒药谋杀了他的兄长，并娶了已故国王的遗孀，从而夺取了丹麦的王位。

## 角色塑造

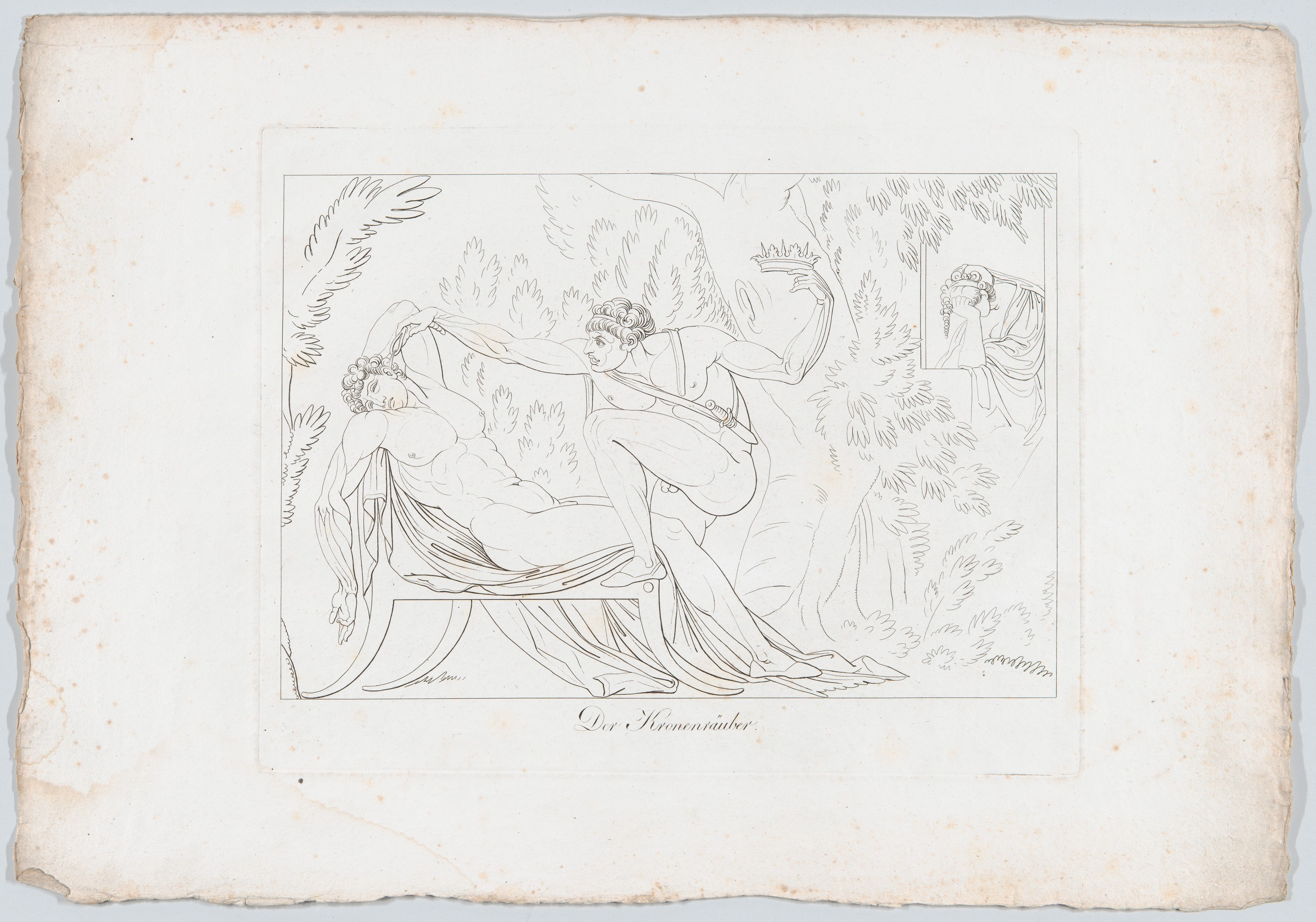
Der Kronenräuber (“王冠窃贼”：克劳狄斯暗杀了他的国王兄长，当国王躺在花园里小憩时，克劳狄斯将毒药倒入了他的耳朵)

克劳狄斯这一角色既是该作品中哈姆雷特王子的主要对手，也是一个复杂而立体的人物。毫无疑问他是该作品的反派，正如他自己所承认的那样：“哦，我的罪行是闻到天堂的味道”（第三幕，第3场，第40行），但他所展现出的非凡的自我意识以及内心深处的悔恨使得克劳狄斯的反派形象更为立体化，这在某种程度上类似麦克白。

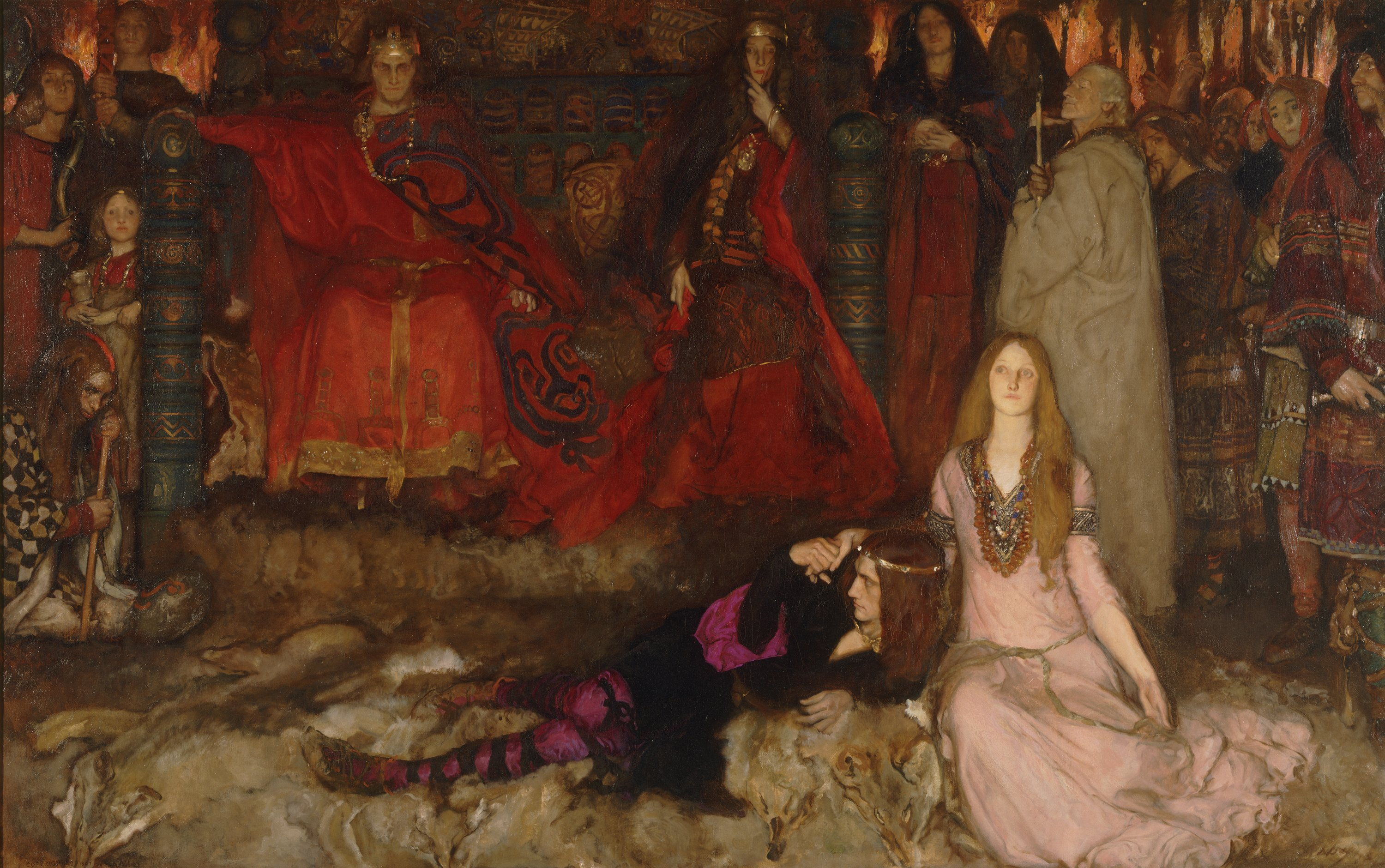
上方的主位坐者为克劳狄斯王与乔特鲁德王后，下方右侧为哈姆雷特与欧菲莉亚

克劳狄斯王在《哈姆雷特》中被描写为一位颇有作为的君主、一名聪明的思想家和圆滑的诡辩大师，他在第四幕的第5场成功用计谋将雷欧提斯从反叛者转变为他的部下。在第三幕中，克劳狄斯曾大打出手并在第3场试图祈祷，即使他意识到自己无法真诚地悔改（“没有思想的话语永远不会上天堂”），因此他最终仍继续以他的邪恶方式行事。大多数评论家认为克劳狄斯的邪恶本性是显而易见的，莎士比亚保留了他内心残存的人性的一面而令其形象更加饱满。

## 流行文化
- 爱德华·冯·温特斯坦（英语：Eduard von Winterstein）在1921年改编的德国默片《哈姆雷特（英语：Hamlet: The Drama of Vengeance）》中饰演克劳狄斯王。
- 罗勒·悉尼（英语：Basil Sydney）在劳伦斯·奥利维尔改编的《哈姆雷特》电影中饰演克劳狄斯。
- 米哈伊尔·纳兹瓦诺夫在苏联1964年改编的《哈姆雷特（英语：Hamlet (1964 film)）》电影中饰演克劳狄斯。
- 安东尼·霍普金斯在托尼·理查德森执导的电影《哈姆雷特（英语：Hamlet (1969 film)）》中扮演年轻阳刚的克劳狄斯王。
- 艾伦·贝茨在佛朗哥·泽菲雷利改编的电影《哈姆雷特》中将克劳狄斯描绘成一个醉酒、滑稽和胆怯的阴谋家。
- 在肯尼斯·布莱纳于1996年主演的电影《哈姆雷特（英语：Hamlet (1996 film)）》中，克劳狄斯由德里克·雅各比扮演。
- 迈克尔·阿尔梅雷达（英语：Michael Almereyda）制作的2000年版《哈姆雷特》中，克劳狄斯由凯尔·麦克拉克伦饰演。
- 帕特里克·斯图尔特于2008年再次在皇家莎士比亚剧团演出中饰演克劳狄斯，该剧由格雷戈里·多兰（英语：Gregory Doran）执导。
- 克里夫·欧文在克莱尔·麦卡锡（英语：Claire McCarthy）于2018年执导的电影《奥菲莉亚（英语：Ophelia (2018 film)）》中饰演克劳狄斯王。

## 衍生创作
- 克劳狄斯王还启发了C·S·刘易斯创作的小说《賈思潘王子》中的角色米拉茲，该小说是《纳尼亚传奇》系列的一部分。
- 朗·普尔曼在电视连续剧《混乱之子》中饰演克雷·莫罗（英语：Clay Morrow），该剧很大程度上依赖于《哈姆雷特》中的故事情节，克雷·莫罗这一角色的原型基于克劳狄斯而设计[4]。
- 迪士尼在1994年制作的动画《狮子王》中，野心家刀疤（由杰里米·艾恩斯配音）便是参照克劳狄斯王的设定，刀疤通过谋害它的哥哥木法沙，并伪装成是因其侄子辛巴而死，继而夺得了王位。